# Fairey

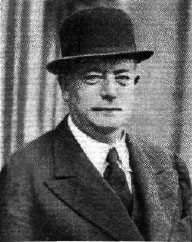
Charles Richard Fairey (1936)

Fairey Aviation Company Limited was een Britse vliegtuigbouwer opgericht in 1915 door Charles Richard Fairey, in Hayes. Fairey is vooral bekend geworden door de Fairey III serie, de Fairey Swordfish - bekend van het tot zinken brengen van de Bismarck, de Firefly, de Gannet en vele andere.

## Historie

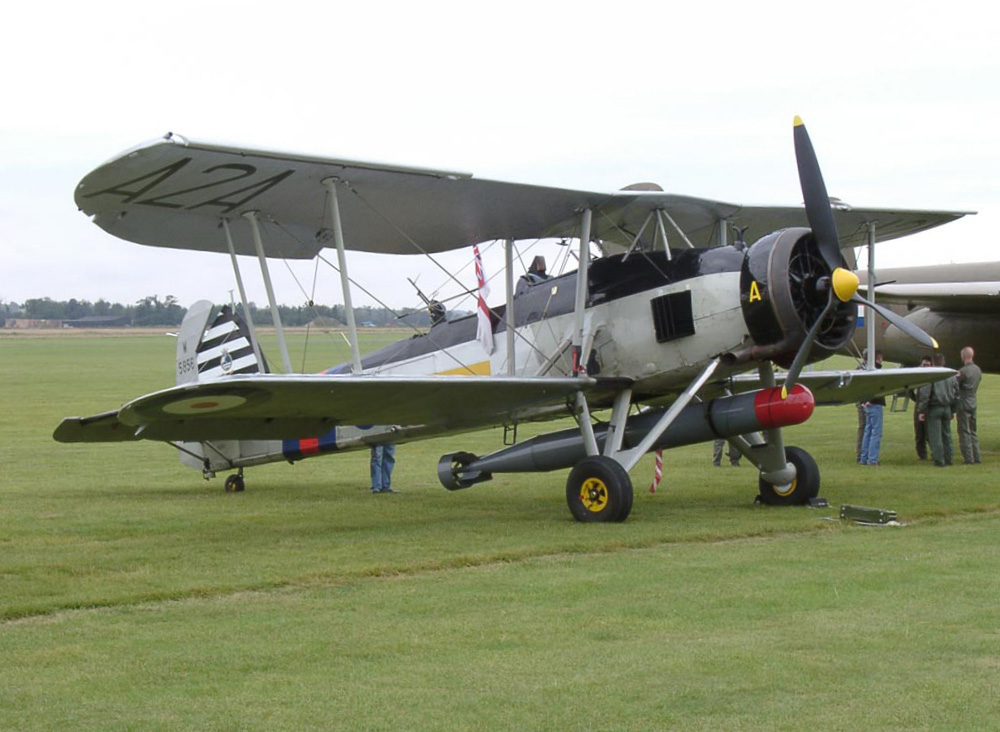
Fairey Swordfish II

Charles Richard Fairey was hoofdontwerper bij Short, en enige tijd werkzaam bij EMI in Hayes toen deze tijdens de Eerste Wereldoorlog ook vliegtuigen maakte. Toen hij in 1915 in datzelfde Hayes zelf vliegtuigen ging bouwen, maakte hij eerst Short watervliegtuigen in licentie. Omdat het vooral watervliegtuigen betrof opende hij in datzelfde jaar ook een fabriek in de kustplaats Hamble-le-Rice, waar de bootfabriek van Luke and Co ook al had geprobeerd een watervliegtuig te bouwen.
In 1916 kreeg de Royal Navy de beschikking over een vliegdekschip, het vroegere passagiersschip de RMS Campania, en was er vraag naar een speciaal voor dit doeleinde gebouwd vliegtuig. Fairey ontwikkelde de Fairey Campania in 1917 met succes. Tussen de wereldoorlogen bouwde Fairey vele typen vliegtuigen en vooroorlogse raketten in Hayes en Hamble-le-Rice. In de jaren van 1940 tot 1973 had Richard Fairey succes met het bouwen van boten in Hamble-le-Rice onder de naam Fairey Marine.

Fairey Barracuda II (1945)

Midden jaren dertig kreeg Fairey een grote order van de Royal Air Force. Om deze order te kunnen verwerken nam Fairey in 1934 de Willys Overland Crossley fabrieken over te Heaton Chapel (Stockport) waar tijdens de Eerste Wereldoorlog National Aircraft Factory No.2 was gevestigd. Aldaar bouwde men enkele Fairey Hendon's en Fairey Battle's. Tijdens de Tweede Wereldoorlog bouwde men de Fulmar, de Barracuda , de Bristol Beaufighter en de Handley Page Halifax. Deze faciliteit is ook wel bekend als de Stockport Aviation Company Ltd. Tegelijkertijd kreeg men ook de beschikking over vliegveld Ringway in Manchester voor het maken van testvluchten.
Na de oorlog was Fairey verantwoordelijk voor een aantal bekende marinevliegtuigen zoals de Firefly, die ook bij de Nederlandse marine dienst heeft gedaan, en de Gannet.

### Fairey Holdings - Fairey Group
Na de oorlog was er veel minder behoefte aan vliegtuigen en was er een actief overheidsbeleid in Engeland en Frankrijk om de luchtvaartindustrie te "rationaliseren". Wat neerkwam op het verplicht samensmelten van verschillende bedrijven tot slechts enkele spelers. Voor Fairey betekende dit dat hun helikopterdivisie werd verkocht aan Westland, dat al een samenwerkingsverband was van A.V. Roe en Bristol. De faciliteiten in Heaton Chapel en Ringway werden in 1960 afgestoten en alle onderdelen die niet luchtvaartgerelateerd waren werden in 1978 samengevoegd onder de naam Fairey Holdings. Fairey Holdings werd in 1980 overgenomen door Pearson and Son Ltd, en samengesmeed met Doulton & Co. In 1986 volgt er een managementbuy-out van Fairey uit Pearson, en ging Fairey verder onder de naam Fairey Group. In 2000 nam Fairey Group het Duitse Spectris AG over en in 2001 ging Fairey verder onder de naam Spectris plc.

#### Fairey Engineering
Fairey in Heaton Chapel ging na 1960 verder als Fairey Engineering Ltd, onder de vlag van Fairey Holdings, en legde zich toe op het bouwen van militaire hulpbruggen en kernreactorkernen voor de kernreactors in Dungeness. In 1986 werd het overgenomen van Pearson door Williams Holdings en ging het verder onder de naam Williams Fairey Engineering Ltd. In 2000 neemt Kidde PLC het bedrijf over en sindsdien is het bekend onder de naam WFEL. In 2005 werd Kidde onderdeel van United Technologies Corporation. In 2006 volgde er een management buy-out en ging WFEL zelfstandig verder. In 2012 werd het een onderdeel van Krauss-Maffei Wegmann en is gespecialiseerd in de bouw van militaire bruggen.

#### Fairey Industrial Ceramics Ltd (FICL) / Fairey Filtration Systems Ltd (FFSL)
Fairey Industrial Ceramics Ltd (FICL) was een onderdeel van de Fairey Group nadat deze was overgenomen door Pearson. Het bestond hoofdzakelijk uit onderdelen van het bedrijf Doulton & Co, dat een aantal jaren eerder was overgenomen door Pearson. Na de buy-out van 1986 werd het onderdeel van Fairey Group. Pas in 2003 werd het onderdeel verkocht aan Rolls Royce, die vervolgens alleen die onderdelen gebruikte die nuttig waren in de luchtvaartsector en de rest werd overgenomen door Taylor Tunnicliff wat op zijn beurt onderdeel was van de Whitfield Wylie Group. In 2006/2007 werd Taylor Tunnicliff en FICL (met de dochteronderneming Fairey Filtration Systems Limited (FFSL) overgenomen door de Mantec Group. In 2012 werden Taylor Tunnicliff, Ceramic Gas Products en Fairey Filtration Systems samengevoegd onder de naam Mantec Technical Ceramics.

#### Fairey Arlon
Fairey Arlon was een onderdeel van Fairey Group dat zich bezighield met filtersystemen, en had fabrieken in Arnhem en Metamora (Ohio) staan. Dit onderdeel werd in 2001 overgenomen door Parker Hannifin Co.

## Avions Fairey

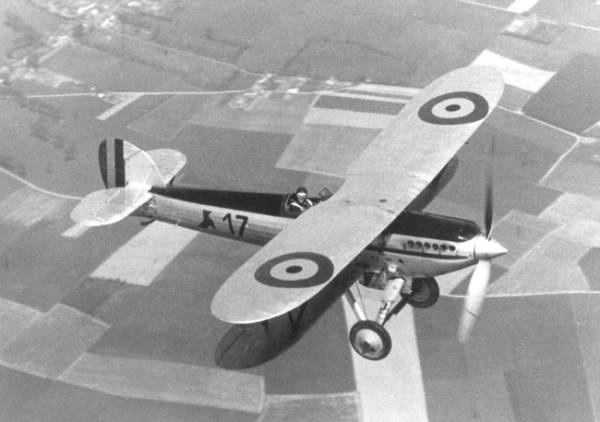
Farley Firefly van de Belgische luchtmacht

Avions Fairey was de Belgische dochteronderneming van Fairey Aviation. Deze werd in 1930 opgericht in Gosselies en Ernest Oscar Tips, werknemer van Fairey in Engeland en Belgisch luchtvaartpionier, werd aangesteld als directeur. In de jaren dertig van de 20e eeuw kreeg de Belgische Luchtmacht genoeg geld van de regering om een nieuw toestel aan te schaffen. SABCA was destijds de leverancier van bijna al het materieel dat in België vloog, maar ontwierp zelf geen noemenswaardige vliegtuigen. Dit licentiewerk maakte hun vliegtuigen duur. Daarnaast was de luchtmacht niet tevreden over het laatste type vliegtuig.
Fairey zat in financieel moeilijke tijden en was op zoek naar een mogelijkheid om voet aan de grond te krijgen op het Europese vasteland. Een demonstratie van de Fairey Firefly mkIIM maakte de Belgische luchtmacht erg enthousiast. Er werd een contract afgesloten voor de levering van 45 exemplaren, waarvan er 33 verplicht in België geproduceerd moesten worden. Fairey besloot toen een eigen fabriek te starten in Gosselies. Waar SEGA al een bescheiden infrastructuur had weten op te zetten met geschoolde arbeiders. Op 31 augustus 1931 werd Avions Fairey officieel opgericht. Ernest Oscar Tips werd de directeur, SEGA voegde zich bij Fairey en Fernand Jacquet werd daarmee commercieel directeur. Na de eerste 33 Firefly's volgde er meer, tevens volgde er een contract voor Fairey Fox, die de Breguet B19's heeft vervangen.
Ondertussen was Ernest Oscar Tips ook succesvol eigen vliegtuigontwerpen aan het fabriceren onder zijn eigen naam Tipsy. In samenwerking met het Engelse moederbedrijf en de Belgische luchtmacht ontwierp Avions Fairey ook een eigen vliegtuig, de dubbeldekker Fantôme. De orders vanuit België bleven echter uit. Men wist er twee te verkopen aan de Sovjet-Unie, en een aan de RAF. Dit exemplaar werd toen hernoemd tot Feroce. Er volgde nog een order voor 33 Fairey Battles en een aantal Hawker Huricanes. Bij het afleveren van de eerste Hurricane brak de Tweede Wereldoorlog ook in België uit en werd het vliegveld van Gosselies gebombardeerd. Ernest Tips wist met een aantal medewerkers en materieel uit te wijken naar het Franse Saint Nazaire waar men op de boot naar Engeland stapte. Een van de boten werd tot zinken gebracht waarbij veel materieel verloren ging en enkele medewerkers het leven verloren. Tijdens de oorlog werkte men bij het moederbedrijf.
Na de oorlog waren de fabrieken in Gosselies flink beschadigd door de Duitsers. Maar na een jaar was men al bezig met het repareren van vliegtuigmaterieel van de geallieerde luchtmacht en burgerluchtvaart. In 1950 wist men een contract binnen te slepen voor het assembleren in licentie van F.8 Meteor straaljagers voor de Belgische en Nederlandse luchtmacht, in samenwerking met het Nederlandse Fokker. Drie jaar later was men ook betrokken bij de assemblage van de Hunter straaljagers van beide luchtmachten. In de tussentijd hield Ernest Oscar Tips zich ook nog bezig met zijn eigen projecten onder de merknaam Tipsy. In de daaropvolgende jaren volgden nog het onderhoudscontract voor de F84F Thunderstreaks, de assemblage van de F104 Starfighters in samenwerking met SABCA, het onderhoud van de F104 Starfighters voor de West-Duitse Luftwaffe, de productie van Dassault Mirage 5's en de eindfabricage van de Britten Norman Islanders en Trislanders. In 1977 werd de fabriek verkocht aan de Belgische regering en ging deze verder onder de naam SONACA.

## Vliegtuigtypes

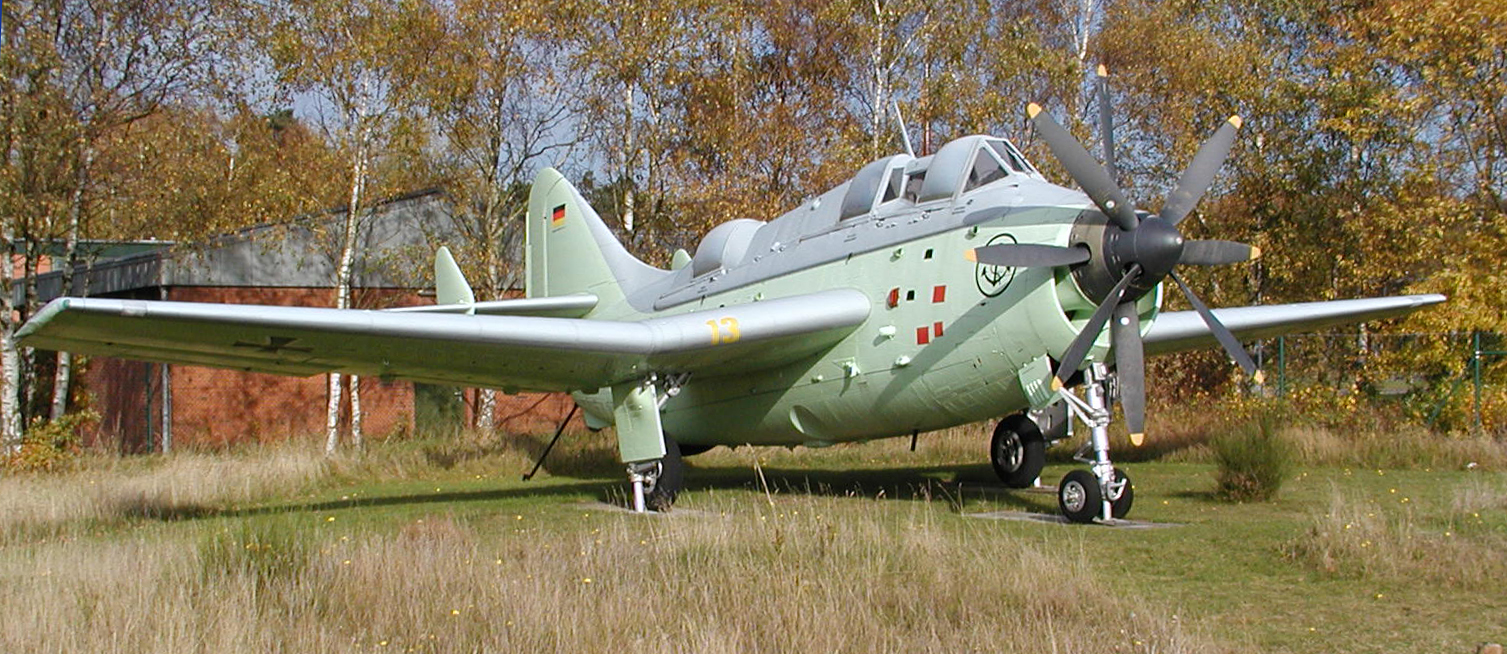
Fairey Gannet AS.4 van de Duitse Luchtmacht

- Campania
- F.2
- N9
- III
- Pintail
- Flycatcher
- Fawn
- Atalanta en Titania
- Fremantle
- Ferret
- Firefly I (prototype tweedekker)
- Firefly II (tweedekker)
- Long Range Monoplane
- Fleetwing
- Hendon
- Gordon
- Seal
- TSR I
- G.4/31
- Swordfish
- Fantôme / Feroce
- Fox
- Seafox
- Fulmar
- Albacore
- Barracuda
- Battle
- Firefly
- Spearfish
- Gyrodyne
- Gannet
- Delta One
- Delta Two
- Ultra-light Helicopter
- Rotodyne

## Trivia
- In 1950 nam Fairey het Mayflower Automotive Products in Tavistock over en ontwierp men er een overdrive voor Landrovers tot begin jaren tachtig, toen het werd overgenomen door het Amerikaanse Superwinch. De overdrive van Fairey is nog steeds in productie in Amerika.
- In 1937 richtte Fairey zijn eigen brassband op, deze bestaat nog steeds en is wereldberoemd.